# 朱奇源
晉靖王朱奇源（1450年—1501年），明朝第五代晉王——晉莊王朱鍾鉉的世子。天順三年（1459年），封晉世子。當了42年的世子，弘治十四年（1501年）薨逝，諡靖和世子。長子世孫朱表榮早卒，世曾孫晉端王朱知烊嗣位晉王後，追封朱奇源為晉靖王。

## 子女
1. 晉懷王 朱表榮
2. 晉安王 朱表槏
3. 安溪懷僖王 朱表椈
4. 靖安康僖王 朱表柣，樂部女馬氏所生
5. 旌德懷安王 朱表栺
6. 滎澤安懿王 朱表檈